# 아미라우트주의

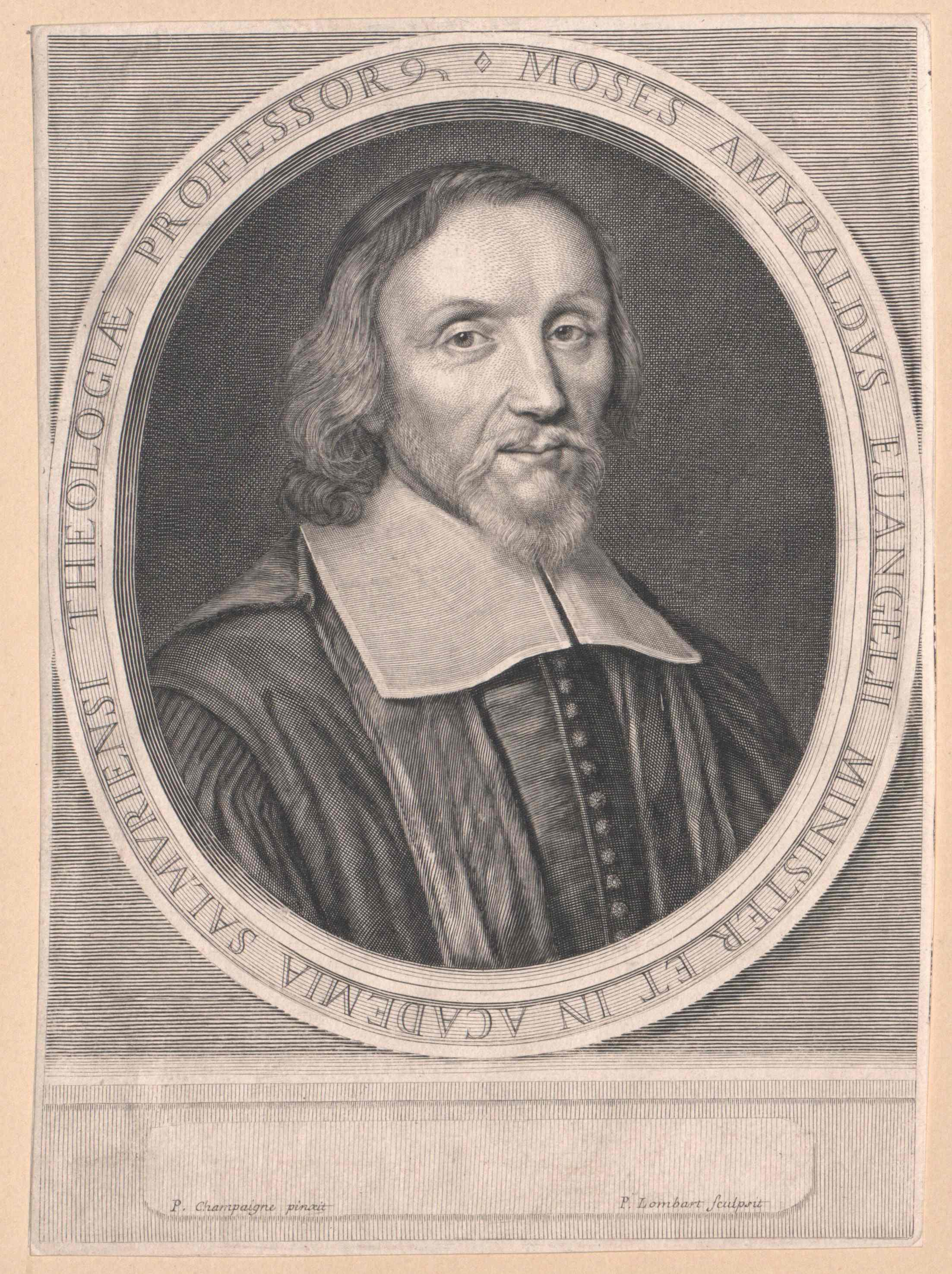
모세 아미라우트 (1596-1664)

아미라우트주의 (Amyraldism, Amyraldianism)는 쇠뮈르 학파, 후기 구속주의로 알려져있다 또한 중도 칼빈주의,  4대교리를 믿는 칼빈주의  그리고 가정적 만인구원설이라고도 한다.
하나님은 선택의 작정에 앞서서 그리스도의 구속을 작정하시고, 그리스도를 믿게되는 사람들을 선택했다고한다. 모세 아미라우트의 신학적 주장을 따르고 있다.

## 모와즈 아미로
그는 아미라우트주의 학파의 가장 영향력 있는 신학자로, 1663년에서 1664년까지 프랑스 소뮈르에 있던 프로테스탄트 아카데미에서 교수로 일하였다. 그는 칼빈주의자였지만, 그 당시의 하이퍼-칼뱅주의에 많은 불만을 품고, 도르트 신조에 있던 아담의 '언약적 대표설'에 의문을 가지고 반대하였다.

## 프란시스 튜레틴
그는 아미라우트주의에 반대하는 대표적인 인물이다.

## 추가 자료
- 프레임, 존, "브라이언 G. 암스트롱의 칼빈주의와 아미 라우트 이교 의 리뷰", 웨스트 민스터 신학 저널, 프레임, 유령  .
- Muller, Richard A. (2006). “Divine Covenants, Absolute and Conditional: John Cameron and the Early Orthodox Development of Reformed Covenant Theology” (PDF). 《Mid-America Theological Journal》 17: 11–56.[깨진 링크(과거 내용 찾기)] Muller, Richard A. (2006). “Divine Covenants, Absolute and Conditional: John Cameron and the Early Orthodox Development of Reformed Covenant Theology” (PDF). 《Mid-America Theological Journal》 17: 11–56.[깨진 링크(과거 내용 찾기)] Muller, Richard A. (2006). “Divine Covenants, Absolute and Conditional: John Cameron and the Early Orthodox Development of Reformed Covenant Theology” (PDF). 《Mid-America Theological Journal》 17: 11–56.[깨진 링크(과거 내용 찾기)]